# Volant de stockage solaire
Pour les articles homonymes, voir Voss (homonymie).
Un volant de stockage solaire (ou système VOSS) est un système de stockage de l'énergie solaire à partir d'un volant d'inertie fabriqué  en béton. Ce dispositif a été développé par la société Énergiestro. La commercialisation du système est attendue pour 2018.

## Présentation

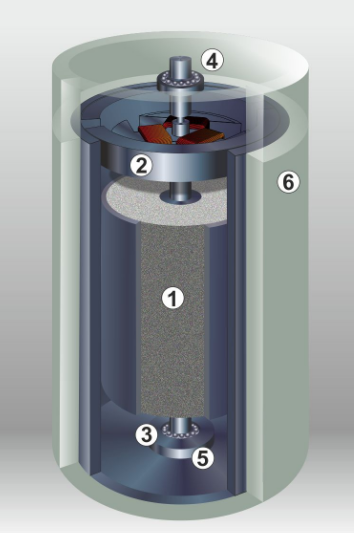
Vue éclatée du volant d'inertie en béton Voss.

Le stockage de l'énergie solaire par volant d'inertie consiste à stocker l'énergie sous forme de rotation mécanique, système qui permet ensuite de la restituer.
Développé par Énergiestro, le volant en béton utilise des paliers magnétiques et une enceinte sous vide qui permettent un stockage pendant plusieurs heures.  Le jour, une partie de l’électricité produite entraîne un moteur qui met une masse en rotation. La nuit, cette masse tournante entraîne un alternateur qui produit de l’électricité. L’entreprise prétend qu’entre 80 et 90 % de l’énergie initiale est restituée.

## Principe
La figure ci-dessus est un schéma du Voss.
Le cylindre de béton (1) est porté par un palier magnétique et tourne dans une enceinte sous vide (6) pour supprimer les frottements de l’air. Le palier est composé en partie inférieure d’un roulement à billes (3) et d’une butée magnétique passive (5) qui supporte le poids du volant. En partie supérieure, on retrouve uniquement le roulement à billes (4). Un moteur-alternateur (2) permet de transférer de l’énergie électrique au volant (accélération) puis de la récupérer (freinage). Un convertisseur électronique non représenté transforme la tension continue aux bornes du volant en une tension alternative haute fréquence pour le moteur-alternateur.

## Production
L'entreprise Énergiestro est partie de Châteaudun pour s'implanter dans le Territoire de Belfort début 2022 où doit commencer la production industrielle.

## Performances
- Capacité : Le petit modèle a un diamètre de 80 cm et d’une masse de 1,7 tonne et stocke 5 kWh. Le plus gros (1,60 m, 16,6 tonnes) a une capacité de 50 kWh[4].
- Vitesse de rotation : 4 000 tr/min.
- Durée de stockage : une dizaine d'heures[5], nettement moins suivant d'autres sources[6].
- Coût de stockage : 200 euros par kilowattheure (kWh) stockable (prix objectif) à comparer avec les batteries lithium-ion qui ont un coût minimum de 400 euros/kWh[7].

### Prix et récompenses
- Prix EDF Pulse 2015 , catégorie science détail
- Le projet VOSS a reçu en février 2017 un financement du programme de recherche et d’innovation Horizon 2020 de l’Union Européenne sous le No 718125.